# Chodorki (obwód brzeski)
Chodorki (biał. Хадоркі; ros. Ходорки) – wieś na Białorusi, w obwodzie brzeskim, w rejonie iwacewickim, w sielsowiecie Kwasiewicze, nad Busiażem i w pobliżu jego ujścia do Hrywdy.
XIX-wieczny Słownik geograficzny Królestwa Polskiego jako główną nazwę wsi podaje Chiderki. W dwudziestoleciu międzywojennym leżały w Polsce, w województwie poleskim, w powiecie kosowskim/iwacewickim, w gminie Kosów. Po II wojnie światowej w granicach Związku Sowieckiego. Od 1991 w niepodległej Białorusi.